# آيت تالت (كيكو)
آيت تالت هي إحدى مشيخات المملكة المغربية، تتبع جغرافيا لإقليم بولمان وإداريًا لكيكو. يقدر عدد سكانها بـ 2034 نسمة حسب الإحصاء الرسمي للسكان والسكنى لسنة 2004.